# Диаграма на Файнман
Диаграмата на Файнман е нагледен способ (схема, рисунка, диаграма) за описание на взаимодействията в квантовата теория на полето. Методът носи името на предложителя си Ричард Файнман, известен американски физик, носител на Нобелова награда за физика. Той го въвежда през 1948 година при построяване амплитудите на разсейване и взаимно превръщане на елементарни частици. Диаграмата обикновено описва преминаване от едно начално квантово състояние в някакво друго, крайно квантово състояние.
В една файнманова диаграма частиците се представят чрез линии, като правите линии представляват фермиони (частиците на материята имащи полуцял спин), а вълнообразните линии представляват бозони (частиците на полетата имащи цял спин). Хигс бозона се представя чрез прекъсната линия, а глуоните се представят чрез затворени кръгообразни линии. Влизащите и излизащите линии са реални частици, междинните линии представят виртуални частици. Обикновено по абсцисната ос се нанася пространствената ориентация, по ординатната ос – времето.
На фигурата е даден пример на диаграма за Анихилация на двойката електрон-позитрон.
{\displaystyle e^{+}e^{-}\to 2\gamma }
В началното състояние има един електрон ({\displaystyle e^{-}}) и един позитрон ({\displaystyle e^{+}}), а в крайното състояние – два фотона ({\displaystyle \gamma }).
Основни елементи на диаграмата на Файнман са върховете, външните и вътрешни линии. Съществуват правила за съставяне на тези диаграми. Има прави линии и няколко вида вълнообразни линии. Всички те се свързват по един или друг начин с помощта на върхове, вътрешните линии с два, а външните линии с един връх. Броят на върховете се определя от структурата на лагранжиана на взаимодействоето {\displaystyle {\mathcal {L}}_{1}}, а броят външни и вътрешни линии от структурата на свободния лагранжиан{\displaystyle {\mathcal {L}}_{0}}. На всеки Моном от полето в {\displaystyle {\mathcal {L}}_{1}} съответства определен тип връх, а на всеки вид поле в{\displaystyle {\mathcal {L}}_{0}} определен тип линия. Ако полето е неутрално (частицата съвпада със своята античастица), то линията се счита без направление, в противен случай направлението на линията на диаграмата се отбелязва със стрелка.
Правила за конструиране и разчитане на файнманови диаграми.
1. Енергията и импулсът се запазват във всеки връх (вортекс) – основният строителен блок. 2. Електричният заряд се запазва. 3. Плътни прави линии със стрелки, които сочат посоката на нарастване на времето, се използват за представяне на фермиони, разпространяващи се напред във времето. Ако стрелките сочат в обратната посока, линиите представят антифермиони, движещи се назад във времето. 4. Прекъснати, вълнообразни или спираловидни линии се използват за изобразяване на бозони. 5. Линии с един свободен край в границите на диаграмата изобразяват свободни (реални) частици, които влизат в или излизат от реакцията. 6. Линии, които съединяват два върха (вътрешни линии), обикновено изобразяват виртуални частици. (Съществува изключение от това правило, когато вътрешна линия представя реална, но нестабилна частица, която е свързано състояние на началните частици.) 7. Последователността във времето на върхове, съединени с вътрешна линия, не е определена. За една и съща диаграма се смятат две диаграми, които имат вътрешна линия, ориентирана като че ли по различен начин спрямо оста на времето, но в останалото съвпадат. 8. Всяка частица на границата на диаграмата трябва да има определен импулс. Две диаграми, които по всичко друго си приличат, но се различават по импулсите на свободните частици, са различни диаграми.